# Fossilryggen
Fossilryggen är en bergstopp i Antarktis. Den ligger i Östantarktis. Norge gör anspråk på området. Toppen på Fossilryggen är 704 meter över havet, eller 10 meter över den omgivande terrängen. Bredden vid basen är 0,53 km.
Terrängen runt Fossilryggen är platt åt nordväst, men åt sydost är den kuperad.  Trakten är obefolkad. Det finns inga samhällen i närheten.